# Circuitul ITF masculin 2024
Circuitul Federației Internaționale de Tenis (ITF) masculin 2024 este un turneu de nivel începător pentru tenisul profesionist masculin. Este organizat de Federația Internațională de Tenis și se află la un nivel inferior ATP Challenger Tour. Turneul masculin include turnee cu premii în valoare de 15.000 sau 25.000 de dolari americani. Rezultatele turneelor ITF sunt încorporate în clasamentul ATP, care le permite profesioniștilor să avanseze în ATP Challenger Tour și ATP Tour și, în cele din urmă, în turneele de Grand Slam. Acesta oferă aproximativ 550 de turnee în 70 de țări.
Din 2022, în urma invaziei rusești din Ucraina, ITF a anunțat că jucătorii din Belarus și Rusia pot juca în continuare în circuit, dar nu vor avea voie să joace sub steagul Belarusului sau al Rusiei.

## Distribuția punctelor de clasament
| Categorie                                      | C  | F  | SF | QF | R16 | R32 | Q | Q2 | Q1 |
| ↓ Puncte în clasamentul ATP ↓                  |    |    |    |    |     |     |   |    |    |
| M25+H (S) / M25 (S)                            | 25 | 16 | 8  | 3  | 1   | –   | – | –  | –  |
| M25+H (D) / M25 (D)                            | 25 | 16 | 8  | 3  | –   | –   | – | –  | –  |
| M15+H (S) / M15 (S)                            | 15 | 8  | 4  | 2  | 1   | –   | – | –  | –  |
| M15+H (D) / M15 (D)                            | 15 | 8  | 4  | 2  | –   | –   | – | –  | –  |
| ↓ Puncte în clasamentul mondial ITF de tenis ↓ |    |    |    |    |     |     |   |    |    |
| M25+H (S)                                      | –  | –  | –  | –  | –   | –   | 4 | 1  | –  |
| M25 (S)                                        | –  | –  | –  | –  | –   | –   | 3 | 1  | –  |
| M15+H (S)                                      | –  | –  | –  | –  | –   | –   | 3 | 1  | –  |
| M15 (S)                                        | –  | –  | –  | –  | –   | –   | 2 | 1  | –  |

- "+H" indică faptul că se oferă ospitalitate.

## Distribuția premiilor în bani
| Categorie           | C      | F      | SF     | QF   | R16  | R32  |
| M25+H (S) / M25 (S) | $3,600 | $2,120 | $1,255 | $730 | $430 | $260 |
| M25+H (D) / M25 (D) | $1,550 | $900   | $540   | $320 | $180 | –    |
| M15+H (S) / M15 (S) | $2,160 | $1,272 | $753   | $438 | $258 | $156 |
| M15+H (D) / M15 (D) | $930   | $540   | $324   | $192 | $108 | –    |

- Premii în bani pentru dublu pe echipă